# Ochicanthon deplanatus
Ochicanthon deplanatus är en skalbaggsart som beskrevs av Renaud Maurice Adrien Paulian 1983. Ochicanthon deplanatus ingår i släktet Ochicanthon och familjen bladhorningar. Inga underarter finns listade i Catalogue of Life.